# Alekszandr Viktorovics Korzsenkov
Alekszandr Viktorovics Korzsenkov (Kamislov, 1958. május 23. –) szovjet, orosz, mérnök eszperantista. A 2009-es év eszperantistája, FAME és OSIEK díjas eszperantó tanár és újságíró.

## Életútja
A Tyumen Ipari Intézetben tanult. Olajvezetékek és építőipari mérnök Tyumenyben, 1984 óta Szverdlovszkban (ma Jekatyerinburg). 2001 nyarán Kalinyingrádba költözött.

### Eszperantó tevékenysége
Eszperantista lett Tyumenben (1976). Ott a helyi eszperantó klub és regionális szervezet elnöke volt. 1981-1982-ben az LKS titkára volt – egy nem hivatalos országos szervezet, ellentétben az ASE-vel. Társalapítója és bizottsági tagja az Urala E-Komitato és a Rondo Kulturo nem hivatalos szervezeteknek, nagyon aktív volt az 1980-as években. Az Urala Esperantista Societo bizottsági tagja. Az Ruslanda E-Asocio  alelnöke (1992-1994). A REU elnöke (1995-1997). Az UEA-bizottság A-tagja Oroszországban (1995-1998), az UEA-bizottság B-tagja (1998-). Félszáz eszperantó találkozót, sok előadást és tanfolyamot szervezöje.

#### Kiadásai, művei
Kiadja és szerkesztője volt a Sezonoj  ill. más újságoknak. Szerkesztette a La Ondo de Esperanto magazint 1991 és 2020 között, amikor is az újság virtuálissá vált. Feleségével, Halina Goreckával több mint 75 könyvet adtak ki eszperantó nyelven, és számos könyvet lefordítottak le. Korzsenkov több száz újságcikk szerzője tucatnyi eszperantó és orosz folyóiratban. A Tutmonda Esperantista Ĵurnalista Asocio - Eszperantó Újságírók Világszövetségének igazgatósági tagja (1992-), az Esperanta PEN-Centro egyetlen orosz tagja.

##### Főbb művei
- Ankoraŭfoje pri la Esperanta gazetaro. Eseoj. Sezonoj. Kaliningrado. 2007.
- Anton Ĉeĥov en Esperanto. Eseoj. Sezonoj. Kaliningrado. 2005. Prelego prezentita okaze de la centjariĝo de la morto de Ĉeĥov.
- Bibliografio de Esperantaj kaj interlingvistikaj libroj eldonitaj en Ruslando kaj Sovetunio. Halina Gorecka, Aleksander Korĵenkov. Bibliografioj. Sezonoj. Kaliningrado. 2005.
- Esperanta-rusa vortaro / Slovar esperanto-russkij. Jekaterinburg. 1997. 30 paĝoj.
- Esperanto en Ruslando. H. Gorecka, A. Korĵenkov. Sezonoj. Jekaterinburg. 2000.
- Esperanto post la jaro 2000. UEA. Rotterdam. 1998.
- Fjodor Dostojevskij en Esperanto. Sezonoj. Kaliningrado. 2005. Prelego prezentita okaze de la lanĉo de "Blankaj noktoj" (15 jun 2002).
- Historiaj Studoj. Sezonoj. Jekaterinburg. 1992. 167 paĝoj
- Historio de Esperanto. Sezonoj. Kaliningrado. 2005. 128 paĝoj.
- Homarano. La vivo, verkoj kaj ideoj de d-ro L.L. Zamenhof. Sezonoj / Litova E-Asocio. Kaliningrado / Kaunas. 2009. 320 paĝoj.
- Katalogo de esperantaj kaj interlingvistikaj libroj eldonitaj en Ruslando kaj Sovetunio. H. Gorecka, A. Korĵenkov. Sezonoj. Jekaterinburg. 1999 (3-a eld).
- Konciza gramatiko de Esperanto / Kratkaja grammatika esperanto. Ruslanda Esperantisto. Jekaterinburg. 1997. 15 paĝoj.
- Unu ringo ilin regas. J.R.R. Tolkien en Esperanto. Sezonoj. Kaliningrado. 2008. 16 paĝoj.
- Zamenhofologio. Aktualaj problemoj kaj taskoj. Sezonoj. Kaliningrado. 2009. 16 paĝoj.
- Ĉiuj kune. Aktoj de la Strategia Forumo, Montpeliero 1998. Corsetti, Lee, Tonkin, Peyraut, Korĵenkov. UEA. Rotterdam. 1999.

## Elismerései
- Esperantist of the Year - 2009
- FAME award - 2010
- OSIEK award - 2019

## Fordítás
- Ez a szócikk részben vagy egészben  az   Aleksander Korĵenkov című eszperantó Wikipédia-szócikk ezen változatának fordításán alapul.  Az eredeti cikk szerkesztőit annak laptörténete sorolja fel. Ez a jelzés csupán a megfogalmazás eredetét és a szerzői jogokat jelzi, nem szolgál a cikkben szereplő információk forrásmegjelöléseként.